# Řád Ľudovíta Štúra
Řád Ľudovíta Štúra (slovensky Rad Ľudovíta Štúra) je slovenské vyznamenání, které nese název po jedné z nejvýznamnějších osobností slovenských dějin – Ľudovítu Štúrovi.
Řád Ľudovíta Štúra je propůjčován občanům Slovenské republiky, kteří se mimořádným způsobem zasloužili o demokracii a lidská práva, obranu a bezpečnost Slovenské republiky nebo za mimořádně významné zásluhy v oblasti politiky, řízení a správy státu, rozvoje národního hospodářství, vědy a techniky, kultury, umění, školství, sportu a za mimořádně významné šíření dobrého jména Slovenské republiky v zahraničí a výjimečně i vojenským útvarům, které mají zástavu.
Řád Ľudovíta Štúra je udělován ve dvou kategoriích – občanské a vojenské. Každá kategorie má tři třídy, ze kterých nejvyšší je I. třída. Při propůjčování jednotlivých tříd se vychází z míry zásluh toho, komu je řád propůjčován.
Vyznamenání je propůjčováno výročně 1. září, při příležitosti výročí schválení Ústavy Slovenské republiky. Propůjčuje je prezident Slovenské republiky na návrh vlády Slovenské republiky, který však prezident není povinen respektovat.

## Držitelé Řádu Ľudovíta Štúra, I. třída
- Július Binder, projektant, 1995
- Jozef Čabelka, akademik SAV a ČSAV, In memoriam, 1996
- Ladislav Chudík, herec, 1999
- Michal Kováč, exprezident SR, 2000
- Karol Ježík, novinář, In memoriam, 2000
- František Zvarík, herec, 2001
- Štefan Šmelko, odborník v oblasti lesního hospodářství, 2001
- Miroslav Kusý, politolog, 2001
- Juraj Hraško, akademik, 2001
- Martin Hollý, odborník v oblasti filmové tvorby, 2001
- Miroslav Cipár, ilustrátor, malíř, 2001
- Štefan Vrablec, biskup Bratislavsko-trnavské arcidiecéze, 2002
- Emília Vášáryová, herečka, 2002
- Alexander Sommer, vědec v oblasti zemědělství, 2002
- Beloslav Riečan, vysokoškolský pedagog, 2002
- Ján Popluhár, bývalý fotbalový reprezentant, 2002
- Hana Ponická, spisovatelka, 2002
- Ester Šimerová-Martinčeková, výtvarnice, 2002
- Mária Kráľovičová, herečka, 2002
- Ján Boor, divadelní a literární vědec, 2002
- Milan Hamada, literární kritik, 2003
- Dušan Jamrich, herec, 2003
- Oľga Ovečková, odbornice v oblasti právní vědy, 2003
- Jaroslav Siman, dětský kardiochirurg, 2003
- Peter Šťastný, hokejový reprezentant, 2003
- Ľubomíra Zlochová, právnička, 2003
- Jozef Černáček, vědec, lékař, 2004
- Július Pašteka, kulturolog, 2004
- Jaroslav Filip, dramaturg, skladatel, In memoriam, 2004
- Anton Vavro, ekonom, 2004
- Klára Jarunková, spisovatelka, 2004
- Jozef Uhrík, dlouholetý šéf Volkswagenu BA, 2005
- Matúš Kučera, historik, spisovatel, 2005
- Ján Stanislav, slovakista, In memoriam, 2005
- Irena Jakubcová, dětská kardioložka, In memoriam, 2005
- Štefan Luby, právník, pedagog, In memoriam, 2005
- Juraj Králik, diplomat, 2006
- František Makai, lékař, 2006
- Miloslav Mečíř, tenista, 2006
- Juraj Payer, lékař, 2006
- Ján Slezák, lékař, 2006
- Vojtěch Zamarovský, spisovatel, In memoriam, 2006
- Tibor Andrašovan, hudební skladatel, In memoriam, 2007
- Vladimír Bužek, vědec, 2007
- Michal Dočolomanský, herec, 2007
- Gejza Dusík, hudební skladatel, In memoriam, 2007
- Dominik Kocinger, vodohospodář, 2007

- Michael Kocáb, hudebník, 2017
- Fedor Gál, ministr vnitra, 2018
- Jozef Króner, herec, In memoriam, 2018
- Zuzana Kronerová, herečka, 2018
- Marta Kubišová, zpěvačka, 2018
- Marika Gombitová, zpěvačka, 2018
- Mikuláš Huba, herec, 2018
- Peter Breiner, hudební skladatel, 2018
- Martin M. Šimečka, novinář, 2018
- Juraj Flamik, 2018
- Rudolf Sloboda, spisovatel, In memoriam, 2018[1]
- Mária Bartuszová, sochařka, In memoriam, 2022

## Držitelé Řádu Ľudovíta Štúra, I. třída - vojenské
- Ivan Bella, letec, kosmonaut SR, 1999
- Jozef Brunovský, generálmajor ve výslužbě, 2004

## Držitelé Řádu Ľudovíta Štúra, II. třída
- Ján Tužinský, spisovatel, 1999
- Eva Brestenská, pedagožka, 1999
- Miroslav Šatan, sportovec, 2000
- Ján Filc, sportovní trenér, 2000
- Juraj Široký, sportovní funkcionář, 2000
- Bohdan Warchal, hudební umělec, 2000
- Ľubomír Lipták, historik, 2000
- Peter Jaroš, spisovatel, 2000
- Martina Moravcová, plavkyně, 2001
- Jozef Košnár, vědec, 2001
- Jozef Baláž, odborník v oblasti známkové tvorby, 2001
- Miron Zelina, vědec v oblasti pedagogiky, 2002
- Martin Slivka, filmový historik, 2002
- Vladimír Petrík, literární vědec, 2002
- Štefan Ogurčák, zakladatel ústavního soudnictví SR, 2002
- Ivan Laluha, vysokoškolský pedagog, 2002
- Ivan Ďuriš, vědec v oblasti medicíny, 2002
- Ján Milan Dubovský, vědec v oblasti archivnictví, 2002
- Andrej Červeňák, literární teoretik, 2002
- Martin Bútora, diplomat, 2002
- Ladislav Bielik, fotograf, In memoriam, 2003
- Magdaléna Blahušiaková, operní pěvkyně, 2003
- Ivan Kadlečík, spisovatel, 2003
- Anton Srholec, kněz, 2003
- Miroslav Stolina, environmentalista, 2003
- Ján Starší, hokejový reprezentační trenér, 2003
- Ján Zachara, olympijský vítěz v boxu, 2003
- Štefan Kvietik, herec, 2004
- Miloslav Mečíř, tenista, 2004
- Jozef Jankovič, sochař, 2004
- Milan Ružička, environmentalista, 2004
- Emil Horváth ml., herec, 2005
- Eugen Jurzyca, ekonom, 2005
- Milan Čorba, návrhář divadelních kostýmů, 2005
- Karol Kahoun, historik výtvarného umění, 2005
- Ján Pišút, pedagog, 2005
- Ferdinand Milučký, architekt, 2005
- Leo Spiššák, ortoped, 2005
- Vladimír Soták st., manažer, 2005
- Jozef Bob, spisovatel, 2006
- Milan Dado, expert na informační technologie, 2006
- Božena Fuková, ekonomka, 2006
- Dominik Hrbatý, tenista, 2006
- Ivan Klačanský, lékař, 2006
- Július Krempaský, fyzik, 2006
- Karol Kučera, tenista, 2006
- Imrich Okenka, pedagog, 2006
- Ján Podolák, etnolog, 2006
- Soňa Valentová, herečka, 2006
- Ľudmila Cvengrošová, akademická sochařka, 2007
- Miroslav Iringh, bojovník proti fašizmu a za lidská práva, In memoriam, 2007
- Anton Malacký, bojovník za demokracii a lidské práva, 2007
- Eduard Metke, vědec, 2007
- Ján Mráz, sportovní funkcionář, 2007
- Lýdia Rychlá, vědecká pracovnice, 2007
- Tomáš Trnovec, vědec, 2007
- Ľudovít Zanzotto, generální honorární konzul SR pro kanadské provincie, 2007

## Seznam laureátů podle jednotlivých let

### 1999
- I. třída
  - Ladislav Chudík, herec
- I. třída - vojenské
  - plk. Ivan Bella, letec, kosmonaut SR
- II. třída
  - Ján Tužinský, spisovatel
  - Eva Brestenská, pedagog
- II. třída - vojenské
  - Ján Paškan, generál, In memoriam

### 2000
- I. třída
  - Michal Kováč, exprezident SR
  - Karol Ježík, novinář, In memoriam
- II. třída
  - Miroslav Šatan, sportovec
  - Ján Filc, sportovní trenér
  - Juraj Široký, sportovní funkcionář
  - Bohdan Warchal, umělec
  - Ľubomír Lipták, historik
  - Peter Jaroš, spisovatel
- III. třída
  - Judita Mayerová, překladatelka
  - Elena Lacková, spisovatelka
  - Milan Sládek, umělec a pedagog
  - Eva Siracká, vědec
  - Zoltán Agócs, vědec
- III. třída - vojenské
  - Ján Husák, generál

### 2001
- I. třída
  - František Zvarík, herec
  - Štefan Šmelko, odborník v oblasti lesního hospodářství
  - Miroslav Kusý, politolog
  - Juraj Hraško, akademik
  - Martin Hollý, odborník v oblasti filmové tvorby
  - Miroslav Cipár, ilustrátor, malíř
- II. třída
  - Martina Moravcová, plavkyně
  - Jozef Košnár, vědec
  - Jozef Baláž, odborník v oblasti známkové tvorby

### 2002
- I. třída
  - J. E. Msgr. Štefan Vrablec, biskup Bratislavsko-trnavské arcidiecéze
  - Emília Vášáryová, herečka
  - Prof. Ing. Alexander Sommer, DrSc., vědec v oblasti zemědělství
  - Prof. RNDr. Beloslav Riečan, DrSc., vysokoškolský pedagog
  - Ján Popluhár, bývalý fotbalový reprezentant
  - Hana Ponická, spisovatelka
  - Ester Šimerová-Martinčeková, výtvarnice
  - Mária Kráľovičová, herečka
  - Prof. Dr.h.c. Ján Boor, DrSc., divadelní a literární vědec
- II. třída
  - Prof. PhDr. Miron Zelina, DrSc., vědec v oblasti pedagogiky
  - Prof. PhDr. Martin Slivka, CSc., filmový historik
  - Vladimír Petrík, literární vědec
  - Doc. JUDr. Štefan Ogurčák, CSc., zakladatel ústavního soudnictví SR
  - Doc. PhDr. Ivan Laluha, CSc., vysokoškolský pedagog
  - Ivan Ďuriš, vědec v oblasti medicíny
  - PhDr. Ján Milan Dubovský, vědec v oblasti archivnictví
  - Prof. PhDr. Andrej Červeňák, Drsc., literární teoretik
  - Doc. PhDr. Martin Bútora, diplomat
- II. třída - vojenské
  - genmjr. Ing. Jozef Blizman, velitel Pozemních Ozbrojených sil SR
  - genpor. Ing. Milan Cerovský, náčelník Gen. štábu Ozbrojených sil SR
- III. třída
  - Tibor Ág, folklorista, pedagog
- III. třída - vojenské
  - plk. Ing. Ľubomír Orság, In memoriam

### 2003
- I. třída
  - Milan Hamada, literární kritik
  - Dušan Jamrich, herec
  - Oľga Ovečková, odbornice v oblasti právní vědy
  - Jaroslav Siman, dětský kardiochirurg
  - Peter Šťastný, hokejový reprezentant
  - Ľubomíra Zlochová, právnička
- II. třída
  - Ladislav Bielik, fotograf, In memoriam
  - Magdaléna Blahušiaková, operní pěvkyně
  - Ivan Kadlečík, spisovatel
  - Anton Srholec, kněz
  - Miroslav Stolina, environmentalista
  - Ján Starší, hokejový reprezentační trenér
  - Ján Zachara, olympijský vítěz v boxu

### 2004
- - I. třída
  - Prof. MUDr. Jozef Černáček, DrSc., vědec, lékař
  - Prof. PhDr. Július Pašteka, DrSc., kulturolog
  - Jaroslav Filip, dramaturg, skladatel, In memoriam
  - Doc. Ing. Anton Vavro, CSc., ekonom
  - Klára Jarunková, spisovatelka
- I. třída - vojenské
  - genmjr. v. v. Jozef Brunovský
- II. třída
  - Štefan Kvietik, herec
  - Miloslav Mečíř, tenista
  - Prof. Jozef Jankovič, sochař
  - Prof. RNDr. Milan Ružička DrSc., environmentalista
- III. třída
  - Ľudovít Bradáč, právník
  - Prof. PhDr. Oskár Elschek, etnomuzikolog
  - Pavol Kalinaj, ochrance demokracie, In memoriam
  - Bernard Jaško, ochrance demokracie, In memoriam
  - Árpád Tőzsér, básník, literární teoretik, překladatel

### 2005
- I. třída
  - Dr.h.c. Ing. Jozef Uhrík, CSc., dlouholetý šéf Volkswagenu BA
  - Prof. PhDr. Matúš Kučera, DrSc., historik, spisovatel
  - Prof. PhDr. Ján Stanislav, DrSc., slovakista, I. m.
  - Prof. MUDr. Irena Jakubcová, dětská kardiologička, I. m.
  - Prof. JUDr. Štefan Luby, DrSc., právník, pedagog, I. m.
- II. třída
  - Doc. Emil Horváth, ml., herec
  - Ing. Eugen Jurzyca, ekonom
  - Prof. Milan Čorba, návrhář divadelních kostýmů
  - Doc. PhDr. Karol Kahoun, CSc., historik výtvarného umění
  - Prof. RNDr. Ján Pišút, DrSc., pedagog
  - Ing. Arch. Ferdinand Milučký, architekt
  - MUDr. Leo Spiššák, CSc., ortoped
  - Ing. Vladimír Soták, st., manažer
- III. třída
  - Tibor Biath, kameraman
  - Ing. Adrián Ďurček, podnikatel, manažer

### 2006
- I. třída
  - JUDr. Ing. Juraj Králik, CSc., diplomat
  - prof. MUDr. František Makai, DrSc., lékař
  - Miloslav Mečíř, tenista
  - Doc. MUDr. Juraj Payer, CSc., lékař
  - prof. MUDr. Ján Slezák, DrSc., lékař
  - Vojtěch Zamarovský, spisovatel, In memoriam
- II. třída
  - PhDr. Jozef Bob, spisovatel
  - prof. Milan Dado, CSc., expert na informační technologie
  - Ing. Božena Fuková, ekonomka
  - Dominik Hrbatý, tenista
  - prof. MUDr. Ivan Klačanský, lékař
  - prof. RNDr. Július Krempaský, DrSc., fyzik
  - Karol Kučera, tenista
  - prof. Dr. Ing. Imrich Okenka, Phd., pedagog
  - prof. PhDr. Ján Podolák, DrSc., etnolog
  - Soňa Valentová-Hasprová, herečka
- III. třída
  - Ján Riapoš, paralympionik
  - Michal Mertiňák, tenista

### 2007
- I. třída
  - prof. Tibor Andrašovan, Dr.h.c., I.m. hudební skladatel
  - prof. RNDr. Vladimír Bužek, DrSc., vědec
  - Michal Dočolomanský, herec
  - Gejza Dusík, I. m., hudební skladatel
  - Ing. Dominik Kocinger, vodohospodář
  - prof. PhDr. Branislav Varsik, DrSc., I.m., vědec, pedagog
- II. třída
  - Ľudmila Cvengrošová, akademická sochařka
  - Miroslav Iringh, I.m., bojovník proti fašizmu a za lidská práva
  - Anton Malacký, bojovník za demokracii a lidská práva
  - Doc. Ing. Eduard Metke, CSc., vědec
  - Ján Mráz, sportovní funkcionář
  - Ing. Lýdia Rychlá, DrSc., vědecká pracovnice
  - prof. MUDr. Tomáš Trnovec, DrSc., vědec
  - prof. Ľudovít Zanzotto, Dr.h.c. Ph.D. P.Eng., generální honorární konzul SR pro kanadské provincie
- III. třída
  - Ladislav Bolchazy, PhD., americký Slovák, vydavatel
  - William Schiffer, akademický sochař, Dr.h.c., I.m. , výtvarník, medailér

### 2008
- I. třída
  - Ján Jakubík, vědec, matematik
  - Eva Kristínová, herečka
  - Juraj Kubánka, folklorista, choreograf
  - Igor Riečanský, kardiológ
  - Eugen Suchoň I. m., hudební skladatel
  - Emil Špaldon, vědec v oblasti půdohospodářství
  - Ján Štefanovič, vědec v oblasti klinické mikrobiologie a imunologie

### 2010
- I. třída
  - Daniel Belluš, vědec
  - Pavol Hochschorner, sportovní reprezentant
  - Peter Hochschorner, sportovní reprezentant
  - Pavol Strauss I. m., literární vědec

### 2011
- I. třída
  - Svetozár Stračina I. m., hudební skladatel
  - MUDr. Michal Valent, lékař, vědec
  - Elena Kaliská, sportovní reprezentantka
  - Ján Cikker I. m., hudební skladatel
  - JUDr. Milan Ferko I. m., spisovatel

### 2012
- I. třída
  - PhDr. Ladislav Deák, DrSc., I. m., historik
  - Bohumil Golián, pedagog, sportovec
  - Ladislav Macho, vědec v oblasti endokrinologie
- II. třída
  - Gejza Blaas, ekonom
  - MUDr. Svetozár Dluholucký, profesor medicíny
  - Libor Ebringer, vědec v oblasti mikrobiologie
  - JUDr.Vojtech Hatala, I. m., právník
  - Alexander Hirner, I. m., vědec v oblasti soiologie a kulturologie
  - Ivan Matušík, architekt
- III. třída
  - Jozef Haris, starosta obce Nesvady, člen Predsedníctva Združenia miest a obcí Slovenska (ZMOS)

### 2013
- I. třída
  - Milan Gregor, vědec a pedagog
  - Vladimír Jukl, římskokatolický kněz, bojovník za demokracii a náboženskou svobodu
  - Silvester Krčméry, římskokatolický kněz, bojovník za demokracii a náboženskou svobodu
  - Michal Martikán, sportovec
- II. třída
  - Karel Šafařík, jaderný fyzik
  - František Špaldon, profesor
  - Miroslav Trnka, odborník v informačních technologiích
  - Miroslav Urban, profesor v oblasti teoretické chemie
- III. třída
  - Peter Solan, filmový režisér

### 2016[2]
- I. třída
  - Ernest Valko, právník, bývalý předseda Ústavního soudu ČSFR (in memoriam)

- II. třída
  - Dalma Špitzerová, účastníce odboje, herečka
  - Oleg Pastier, vydavatel
  - Pavel Holländer, ústavní právník
  - Soňa Szomolányi, politoložka a socioložka
  - Martin Porubjak, dramatik a dramaturg (in memoriam)
  - Hana Hegerová, zpěvačka

### 2017[3]
- I. třída
  - Zora Jesenská [in memoriam], překladatelka a spisovatelka
  - Ivan Kamenec, historik
  - Ján Langoš [in memoriam], politik
  - Daniela Šilanová [in memoriam], spisovatelka a dramaturgyně
  - Ivan Trimaj, ústavní právník
- II. třída
  - Milan Píka, brigádní generál, který v době druhé světové války sloužil v britském Královském letectvu
  - Martin Huba, herec a režisér
  - Tomáš Janovic, spisovatel a aforista
  - Michal Kaščák, organizátor festivalu Pohoda
  - Alexandra Krsková, právnička a vysokoškolská pedagožka
  - Eva Mosnáková, účastnice odboje
  - Dobroslav Pustaj [in memoriam], politický vězeň

### 2018[3]
- I. třída
  - Peter Breiner, dirigent, hudební skladatel a klavírista
  - Alexander Bröstl, právník, ústavní sudce
  - Mikuláš Huba, ekolog a vydavatel Bratislava/nahlas
  - Fedor Gál, sociolog, spoluzakladatel VPN
  - Zuzana Kronerová, herečka
  - László Szigeti, vydavatel, Kalligram
  - Martin Milan Šimečka, prozaik a spisovatel
  - Ilja Zeljenka (in memoriam), hudební pedagog a hudební skladatel

- II. třída
  - Juraj Flamik, Koordinační centrum VPN, Bratislava/nahlas
  - Marta Ličková, prekladatelka, protikomunistický odboj
  - Otto Šimko, účastník odboje
  - Alta Vášová, spisovatelka